# Chute Forest
Chute Forest är en civil parish i Storbritannien.   Den ligger i grevskapet Wiltshire och riksdelen England, i den södra delen av landet, 100 km väster om huvudstaden London.